# ネマニャ・ヴィディッチ
ネマニャ・ヴィディッチ（Nemanja Vidić, セルビア語: Немања Видић, 1981年10月21日 - ）は、セルビア（旧ユーゴスラビア）・ウジツェ出身の元サッカー選手。ポジションはディフェンダー。元セルビア代表。

## クラブ経歴
1996年にレッドスター・ベオグラードの下部組織に入り、2000年にレンタル先のスパルタク・スボティツァでプロデビュー。ここで結果を残し、レッドスター復帰後もすぐさまポジションを獲得。20代前半ながらキャプテンを任されるなど若くしてチームの柱になった。
2004年7月にはロシアの名門、FCスパルタク・モスクワに移籍した。モスクワでも変わらぬプレーぶりを見せ、欧州でも注目の若手DFとして益々評価は高まった。
各国クラブが続々オファーする中、2006年1月にプレミアリーグのマンチェスター・ユナイテッドFCに移籍が決定。移籍金は約700万ポンド。移籍後はすぐにプレミアのサッカーにも順応し、リオ・ファーディナンドと鉄壁のCBコンビを形成。2007-08シーズンはチームのプレミアリーグ、UEFAチャンピオンズリーグ制覇に貢献。2008-09シーズンのFIFAクラブワールドカップでは準決勝のガンバ大阪戦で先制点を奪うなど優勝に貢献。プレミアリーグではチームの14試合連続無失点の記録を樹立するなど、リーグ屈指のディフェンダーとなった。リーグ3連覇や2年連続CL決勝進出にも貢献しPFA年間最優秀選手賞の受賞も有力視されたが、大一番となったリヴァプールFC戦で決定的なミスを犯したことなどから同僚のライアン・ギグスに受賞を譲る。しかしその後、サポーターの選ぶチーム年間最優秀選手に選ばれた。
2014年2月7日、2013-14シーズン限りでマンチェスター・ユナイテッドを退団することをクラブの公式サイトで発表した。
2014年3月5日、翌2014-15シーズンからセリエAのインテル・ミラノへ加入することが発表された。しかし、インテルでは背中や腰の負傷に悩まされて満足のいくプレーが出来ない時間が増え、2015-16シーズン中はヘルニアの手術をするものの、ベンチ要員の域を出ることはなかった。2016年1月18日、インテルとの契約を解除。1月29日、現役引退を発表した。

## 代表経歴

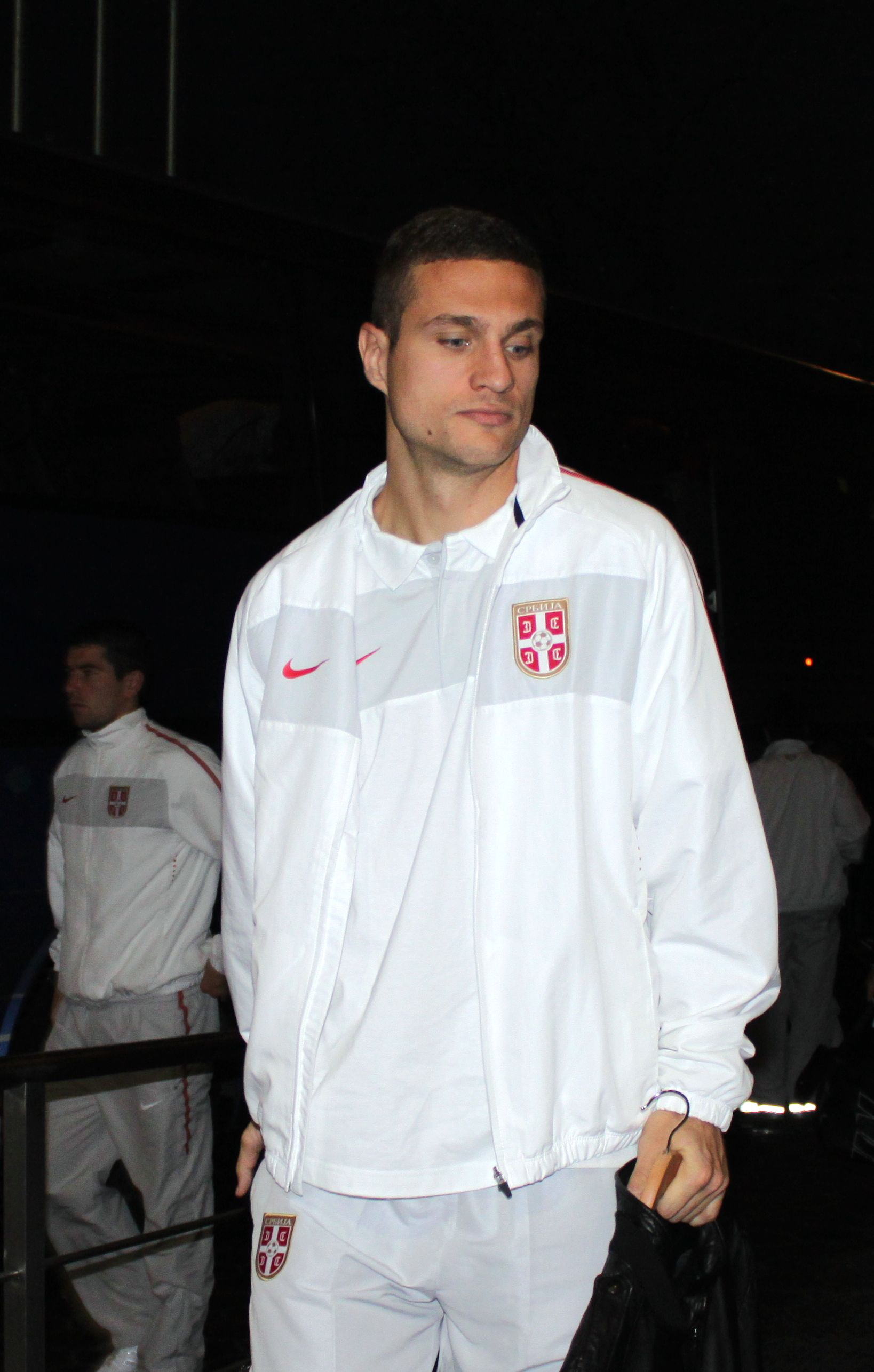
セルビア代表に招集されたヴィディッチ（2010年11月）

U-21代表を経て、当時の代表監督デヤン・サヴィチェヴィッチにより招集され、2002年10月12日のEURO2004予選の対イタリア戦でフル代表デビューをスタメンで飾った。2006年W杯欧州予選ではゴラン・ガヴランチッチ、ムラデン・クルスタイッチ、イヴィツァ・ドラグティノヴィッチと「フェイマス・フォー」と称された4バックの一員として予選突破に貢献した。W杯本大会では、初戦のオランダ戦では出場停止。その後、練習中に左ひざを痛め、結局試合出場はならず、チームはアルゼンチンに6-0の大敗を喫するなどグループリーグで敗退した。
セルビアとモンテネグロの国家分離により発足したセルビア代表でも守備の要として活躍した。
2011年10月24日、代表引退を表明した。

## 私生活
- 2006年7月15日、ベオグラード大学経済学部の学生であるアナ・イヴァノヴィッチ（Ana Ivanović, セルビア人の同姓同名のテニスプレーヤーとは別人）と結婚。

## 代表歴

### 出場大会
- セルビア・モンテネグロ代表
  - 2006 FIFAワールドカップ
- セルビア代表
  - 2010 FIFAワールドカップ

### 試合数
- 国際Aマッチ 20試合 1得点（セルビア・モンテネグロ、2002年-2006年）[7]
- 国際Aマッチ 36試合 1得点（セルビア、2006年-2011年）[7]

| セルビア・モンテネグロ代表 | 国際Aマッチ | 国際Aマッチ |
| 年                         | 出場        | 得点        |
| -------------------------- | ----------- | ----------- |
| 2002                       | 3           | 0           |
| 2003                       | 3           | 0           |
| 2004                       | 3           | 0           |
| 2005                       | 9           | 1           |
| 2006                       | 2           | 0           |
| 通算                       | 20          | 1           |

| セルビア代表 | 国際Aマッチ | 国際Aマッチ |
| 年           | 出場        | 得点        |
| ------------ | ----------- | ----------- |
| 2006         | 2           | 1           |
| 2007         | 5           | 0           |
| 2008         | 9           | 0           |
| 2009         | 8           | 0           |
| 2010         | 9           | 0           |
| 2011         | 3           | 0           |
| 通算         | 36          | 1           |

## 獲得タイトル

### クラブ
レッドスター・ベオグラード
- セルビア・モンテネグロ・プルヴァ・リーガ 2003-04
- セルビア・モンテネグロカップ 2001-02, 2003-04

マンチェスター・ユナイテッドFC
- プレミアリーグ 2006-07, 2007-08, 2008-09，2010-11，2012-13
- フットボールリーグカップ 2005-06, 2008-09, 2009-10
- FAコミュニティ・シールド 2007, 2008, 2010, 2011, 2013
- UEFAチャンピオンズリーグ 2007-08
- FIFAクラブワールドカップ 2008

### 個人
- 年間最優秀海外セルビア人選手（3）: 2005(スパルタク・モスクワ), 2007, 2008（マンチェスター・ユナイテッド）
- セルビア年間最優秀選手（2）: 2005, 2008
- PFA年間ベストイレブン（3）: 2006–07, 2007–08, 2008–09, 2010-11
- プレミアリーグ月間最優秀選手（1）: 2009年1月
- バークレイズシーズン最優秀選手（1）: 2008–09